# Cola lateritia
Cola lateritia är en malvaväxtart som beskrevs av Karl Moritz Schumann. Cola lateritia ingår i släktet Cola och familjen malvaväxter. Utöver nominatformen finns också underarten C. l. maclaudii.